# Tumpuk (Bandar)
Tumpuk is een bestuurslaag in het regentschap Pacitan van de provincie Oost-Java, Indonesië. Tumpuk telt 4540 inwoners (volkstelling 2010).